# Hjalmar Andersen

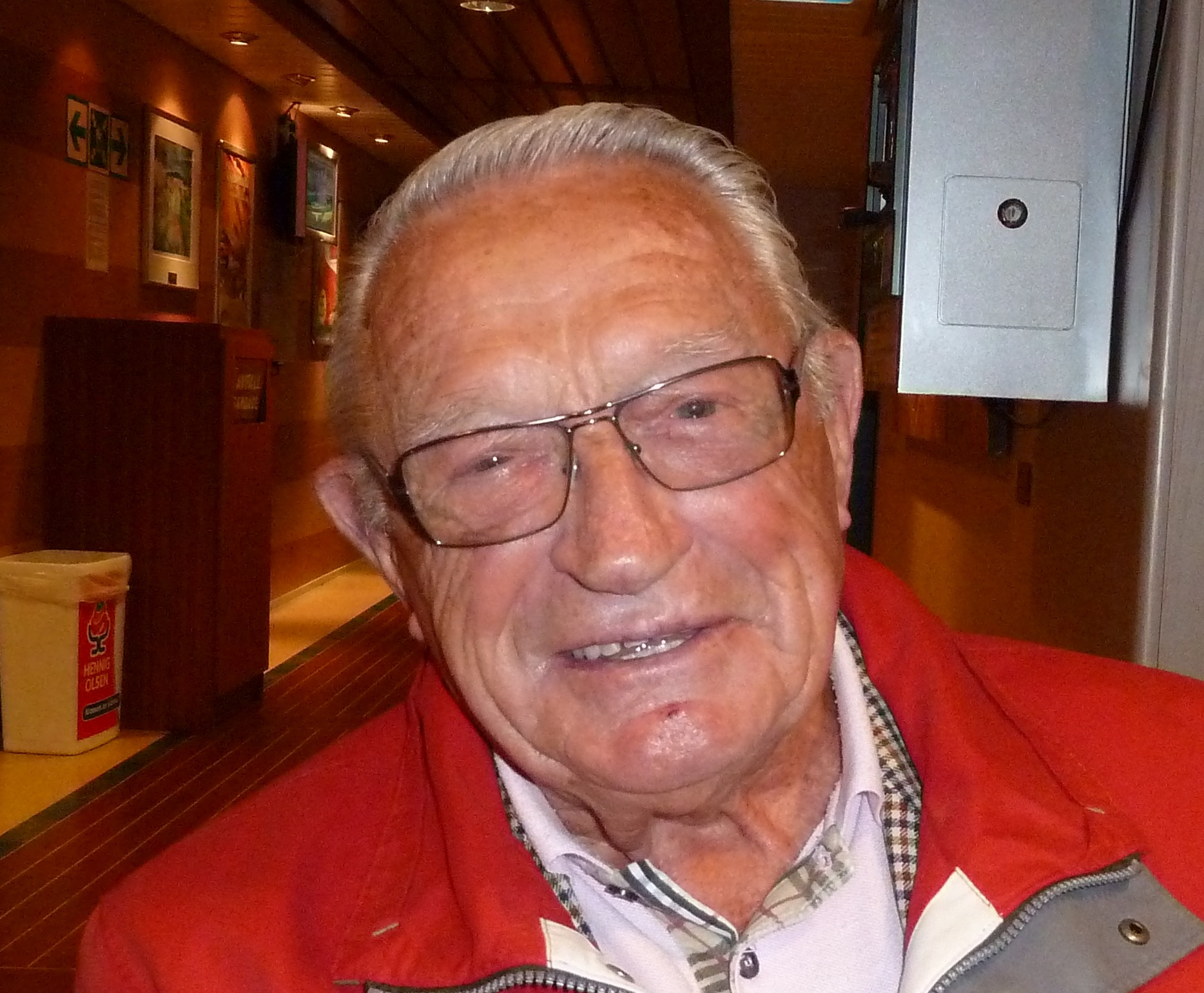
Hjalmar Andersen en 2010.

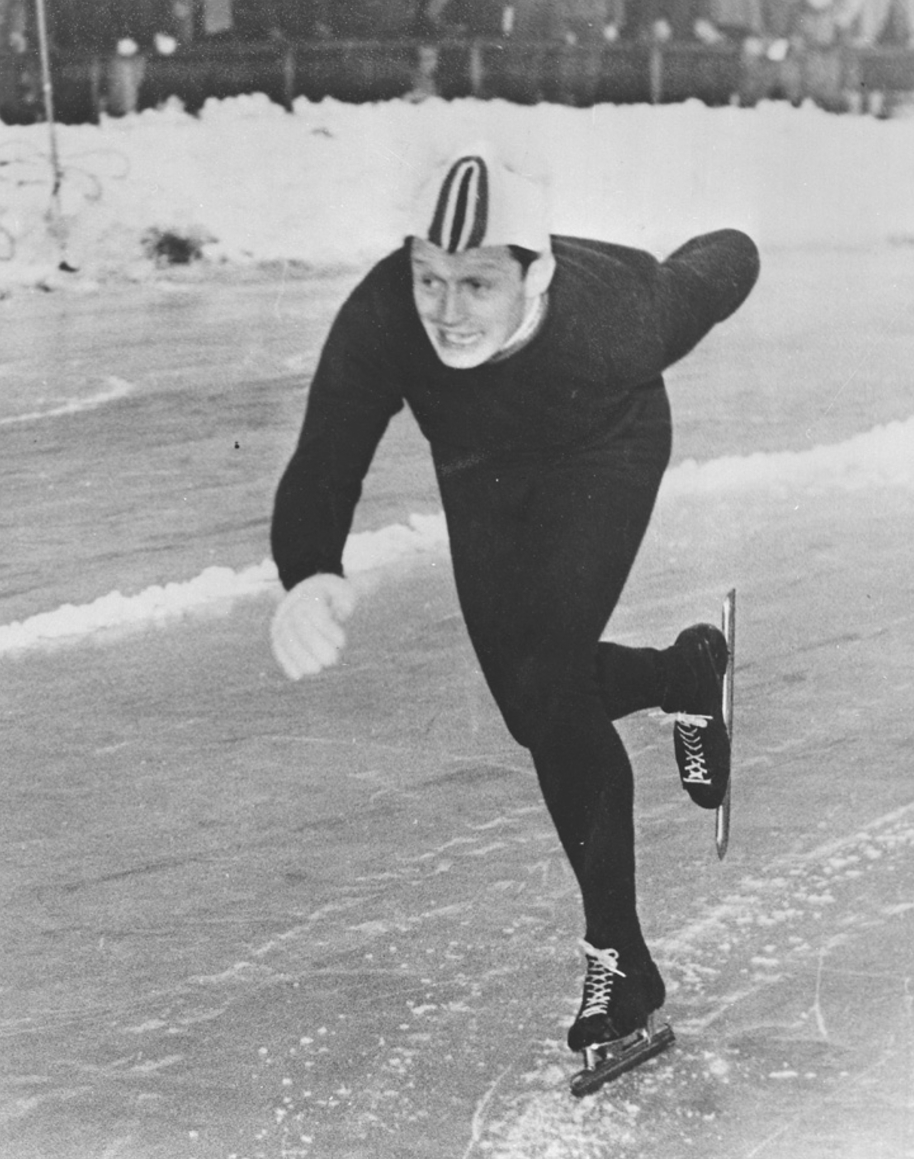
Hjalmar Andersen, ca. 1950

Hjalmar "Hjallis" Johan Andersen (12 de marzo de 1923 - 27 de marzo de 2013) fue un patinador de velocidad noruego que ganó tres medallas de oro en los Juegos Olímpicos de 1952 en Oslo, Noruega. Él fue el único triple medallista de oro en los Juegos Olímpicos de 1952, y como tal, se convirtió en el atleta más exitoso de ese entonces.